# Llista d'asteroides/191501-191600
| Nom      | Designació provisional | Data de descobriment   | Lloc de descobriment | Descobridor/s           |
| -------- | ---------------------- | ---------------------- | -------------------- | ----------------------- |
| 191501 - | 2003 UA48              | 16 d'octubre de 2003   | Kitt Peak            | Spacewatch              |
| 191502 - | 2003 UL48              | 16 d'octubre de 2003   | Anderson Mesa        | LONEOS                  |
| 191503 - | 2003 UW48              | 16 d'octubre de 2003   | Anderson Mesa        | LONEOS                  |
| 191504 - | 2003 UL54              | 18 d'octubre de 2003   | Palomar              | NEAT                    |
| 191505 - | 2003 UQ57              | 16 d'octubre de 2003   | Palomar              | NEAT                    |
| 191506 - | 2003 UT63              | 16 d'octubre de 2003   | Anderson Mesa        | LONEOS                  |
| 191507 - | 2003 UK65              | 16 d'octubre de 2003   | Palomar              | NEAT                    |
| 191508 - | 2003 UA73              | 19 d'octubre de 2003   | Kitt Peak            | Spacewatch              |
| 191509 - | 2003 UD83              | 16 d'octubre de 2003   | Anderson Mesa        | LONEOS                  |
| 191510 - | 2003 UK85              | 18 d'octubre de 2003   | Kitt Peak            | Spacewatch              |
| 191511 - | 2003 UT86              | 18 d'octubre de 2003   | Palomar              | NEAT                    |
| 191512 - | 2003 UA87              | 18 d'octubre de 2003   | Palomar              | NEAT                    |
| 191513 - | 2003 UJ89              | 20 d'octubre de 2003   | Kitt Peak            | Spacewatch              |
| 191514 - | 2003 UQ92              | 20 d'octubre de 2003   | Palomar              | NEAT                    |
| 191515 - | 2003 UB111             | 19 d'octubre de 2003   | Haleakala            | NEAT                    |
| 191516 - | 2003 US112             | 20 d'octubre de 2003   | Socorro              | LINEAR                  |
| 191517 - | 2003 UK116             | 21 d'octubre de 2003   | Socorro              | LINEAR                  |
| 191518 - | 2003 UA129             | 21 d'octubre de 2003   | Kitt Peak            | Spacewatch              |
| 191519 - | 2003 UD133             | 20 d'octubre de 2003   | Palomar              | NEAT                    |
| 191520 - | 2003 UE148             | 19 d'octubre de 2003   | Kitt Peak            | Spacewatch              |
| 191521 - | 2003 UJ152             | 21 d'octubre de 2003   | Kitt Peak            | Spacewatch              |
| 191522 - | 2003 US158             | 20 d'octubre de 2003   | Kitt Peak            | Spacewatch              |
| 191523 - | 2003 UD173             | 20 d'octubre de 2003   | Palomar              | NEAT                    |
| 191524 - | 2003 UN177             | 21 d'octubre de 2003   | Palomar              | NEAT                    |
| 191525 - | 2003 UW183             | 21 d'octubre de 2003   | Palomar              | NEAT                    |
| 191526 - | 2003 UV186             | 22 d'octubre de 2003   | Socorro              | LINEAR                  |
| 191527 - | 2003 UA193             | 20 d'octubre de 2003   | Kitt Peak            | Spacewatch              |
| 191528 - | 2003 UV193             | 20 d'octubre de 2003   | Kitt Peak            | Spacewatch              |
| 191529 - | 2003 UX196             | 21 d'octubre de 2003   | Kitt Peak            | Spacewatch              |
| 191530 - | 2003 UX197             | 21 d'octubre de 2003   | Anderson Mesa        | LONEOS                  |
| 191531 - | 2003 UQ198             | 21 d'octubre de 2003   | Kitt Peak            | Spacewatch              |
| 191532 - | 2003 UV199             | 21 d'octubre de 2003   | Socorro              | LINEAR                  |
| 191533 - | 2003 UV208             | 22 d'octubre de 2003   | Kitt Peak            | Spacewatch              |
| 191534 - | 2003 UM211             | 23 d'octubre de 2003   | Kitt Peak            | Spacewatch              |
| 191535 - | 2003 UE218             | 21 d'octubre de 2003   | Socorro              | LINEAR                  |
| 191536 - | 2003 UY222             | 22 d'octubre de 2003   | Socorro              | LINEAR                  |
| 191537 - | 2003 UL223             | 22 d'octubre de 2003   | Socorro              | LINEAR                  |
| 191538 - | 2003 UR227             | 23 d'octubre de 2003   | Kitt Peak            | Spacewatch              |
| 191539 - | 2003 UL230             | 23 d'octubre de 2003   | Kitt Peak            | Spacewatch              |
| 191540 - | 2003 UF236             | 22 d'octubre de 2003   | Kitt Peak            | Spacewatch              |
| 191541 - | 2003 UF238             | 23 d'octubre de 2003   | Haleakala            | NEAT                    |
| 191542 - | 2003 UM244             | 24 d'octubre de 2003   | Kitt Peak            | Spacewatch              |
| 191543 - | 2003 UJ249             | 25 d'octubre de 2003   | Socorro              | LINEAR                  |
| 191544 - | 2003 UA255             | 25 d'octubre de 2003   | Kitt Peak            | Spacewatch              |
| 191545 - | 2003 UZ261             | 26 d'octubre de 2003   | Socorro              | LINEAR                  |
| 191546 - | 2003 UV268             | 28 d'octubre de 2003   | Socorro              | LINEAR                  |
| 191547 - | 2003 UB269             | 28 d'octubre de 2003   | Haleakala            | NEAT                    |
| 191548 - | 2003 UG278             | 25 d'octubre de 2003   | Socorro              | LINEAR                  |
| 191549 - | 2003 UL293             | 18 d'octubre de 2003   | Socorro              | LINEAR                  |
| 191550 - | 2003 UL299             | 16 d'octubre de 2003   | Kitt Peak            | Spacewatch              |
| 191551 - | 2003 VK1               | 6 de novembre de 2003  | Piszkéstető          | K. Sárneczky, B. Sipőcz |
| 191552 - | 2003 VC8               | 14 de novembre de 2003 | Palomar              | NEAT                    |
| 191553 - | 2003 WV14              | 16 de novembre de 2003 | Kitt Peak            | Spacewatch              |
| 191554 - | 2003 WC15              | 16 de novembre de 2003 | Kitt Peak            | Spacewatch              |
| 191555 - | 2003 WC20              | 19 de novembre de 2003 | Socorro              | LINEAR                  |
| 191556 - | 2003 WM44              | 19 de novembre de 2003 | Palomar              | NEAT                    |
| 191557 - | 2003 WT63              | 19 de novembre de 2003 | Kitt Peak            | Spacewatch              |
| 191558 - | 2003 WO65              | 19 de novembre de 2003 | Kitt Peak            | Spacewatch              |
| 191559 - | 2003 WE69              | 19 de novembre de 2003 | Kitt Peak            | Spacewatch              |
| 191560 - | 2003 WR69              | 19 de novembre de 2003 | Kitt Peak            | Spacewatch              |
| 191561 - | 2003 WT74              | 20 de novembre de 2003 | Socorro              | LINEAR                  |
| 191562 - | 2003 WD81              | 20 de novembre de 2003 | Socorro              | LINEAR                  |
| 191563 - | 2003 WJ102             | 21 de novembre de 2003 | Palomar              | NEAT                    |
| 191564 - | 2003 WZ112             | 20 de novembre de 2003 | Socorro              | LINEAR                  |
| 191565 - | 2003 WX128             | 21 de novembre de 2003 | Palomar              | NEAT                    |
| 191566 - | 2003 WN139             | 21 de novembre de 2003 | Socorro              | LINEAR                  |
| 191567 - | 2003 WX146             | 23 de novembre de 2003 | Socorro              | LINEAR                  |
| 191568 - | 2003 WR151             | 26 de novembre de 2003 | Socorro              | LINEAR                  |
| 191569 - | 2003 WZ153             | 29 de novembre de 2003 | Socorro              | LINEAR                  |
| 191570 - | 2003 WQ162             | 30 de novembre de 2003 | Socorro              | LINEAR                  |
| 191571 - | 2003 WX170             | 21 de novembre de 2003 | Catalina             | CSS                     |
| 191572 - | 2003 WU189             | 22 de novembre de 2003 | Catalina             | CSS                     |
| 191573 - | 2003 XZ10              | 10 de desembre de 2003 | Palomar              | NEAT                    |
| 191574 - | 2003 XF14              | 15 de desembre de 2003 | Socorro              | LINEAR                  |
| 191575 - | 2003 XP25              | 1 de desembre de 2003  | Socorro              | LINEAR                  |
| 191576 - | 2003 XM30              | 1 de desembre de 2003  | Kitt Peak            | Spacewatch              |
| 191577 - | 2003 XU32              | 1 de desembre de 2003  | Kitt Peak            | Spacewatch              |
| 191578 - | 2003 XH35              | 3 de desembre de 2003  | Socorro              | LINEAR                  |
| 191579 - | 2003 YB6               | 17 de desembre de 2003 | Socorro              | LINEAR                  |
| 191580 - | 2003 YR53              | 19 de desembre de 2003 | Socorro              | LINEAR                  |
| 191581 - | 2003 YC64              | 19 de desembre de 2003 | Socorro              | LINEAR                  |
| 191582 - | 2003 YK69              | 20 de desembre de 2003 | San Marcello         | San Marcello            |
| 191583 - | 2003 YF105             | 22 de desembre de 2003 | Socorro              | LINEAR                  |
| 191584 - | 2004 BA143             | 19 de gener de 2004    | Kitt Peak            | Spacewatch              |
| 191585 - | 2004 CO63              | 12 de febrer de 2004   | Palomar              | NEAT                    |
| 191586 - | 2004 DU49              | 22 de febrer de 2004   | Socorro              | LINEAR                  |
| 191587 - | 2004 EJ6               | 12 de març de 2004     | Palomar              | NEAT                    |
| 191588 - | 2004 EO73              | 15 de març de 2004     | Catalina             | CSS                     |
| 191589 - | 2004 FQ5               | 19 de març de 2004     | Palomar              | NEAT                    |
| 191590 - | 2004 FN29              | 24 de març de 2004     | Bergisch Gladbach    | W. Bickel               |
| 191591 - | 2004 FR38              | 17 de març de 2004     | Socorro              | LINEAR                  |
| 191592 - | 2004 FX46              | 17 de març de 2004     | Socorro              | LINEAR                  |
| 191593 - | 2004 FD68              | 20 de març de 2004     | Socorro              | LINEAR                  |
| 191594 - | 2004 FC90              | 20 de març de 2004     | Socorro              | LINEAR                  |
| 191595 - | 2004 FF109             | 24 de març de 2004     | Anderson Mesa        | LONEOS                  |
| 191596 - | 2004 FX121             | 24 de març de 2004     | Anderson Mesa        | LONEOS                  |
| 191597 - | 2004 FX125             | 27 de març de 2004     | Socorro              | LINEAR                  |
| 191598 - | 2004 FT142             | 27 de març de 2004     | Socorro              | LINEAR                  |
| 191599 - | 2004 FN143             | 28 de març de 2004     | Socorro              | LINEAR                  |
| 191600 - | 2004 FW146             | 22 de març de 2004     | Socorro              | LINEAR                  |